# Сафари јакна
Сафари јакна је јакна специфичног изгледа и рађена са наменом да издржи огреботине и афричку врућину и влагу на Сафарију, зато су врло јаког кроја али зрачене. Углавном су каки боје и тако се сливају са околином. Сафари јакне су комфорне, са много џепова и врло функционалне.
Сашивене су од памука или попилина. Популизоване су током шездесетих година 20. века. Због функционалности их носе и по градовима, а нарочито фото-репортери.